# روزبدان (مقاطعة فيروزآباد)
روزبدان (بالفارسية: روزبدان) هي قرية تقع في قسم جايدشت الريفي في إيران. يقدر عدد سكانها بـ 1030 نسمة بحسب إحصاء 2016.